# USCX Cyclocross Series 2024
Navigation
2023 2025
Les USCX Cyclocross Series 2024 ont lieu du 14 septembre 2024 à Roanoke au 6 octobre 2024 à Waterloo. Les 8 manches sont réparties sur 4 week-ends, une même ville accueillant une première manche le samedi et une deuxième le dimanche. Il s'agit du Virginia's Blue Ridge Go Cross de Roanoke, du Rochester Cyclocross de Rochester, du Charm City Cross de Baltimore et de la Trek CX Cup de Waterloo.

## Hommes élites

### Résultats
| # | Date         | Lieu                                       | Vainqueur         | Deuxième          | Troisième       | Leader du classement général |
| - | ------------ | ------------------------------------------ | ----------------- | ----------------- | --------------- | ---------------------------- |
| 1 | 14 septembre | Roanoke, Virginia's Blue Ridge Go Cross #1 | Andrew Strohmeyer | Kerry Werner      | Scott Funston   | Andrew Strohmeyer            |
| 2 | 15 septembre | Roanoke, Virginia's Blue Ridge Go Cross #2 | Andrew Strohmeyer | Kerry Werner      | Marcis Shelton  | Andrew Strohmeyer            |
| 3 | 21 septembre | Rochester, Rochester Cyclocross #1         | Andrew Strohmeyer | Scott Funston     | Tobin Ortenblad | Andrew Strohmeyer            |
| 4 | 22 septembre | Rochester, Rochester Cyclocross #2         | Andrew Strohmeyer | Marcis Shelton    | Tobin Ortenblad | Andrew Strohmeyer            |
| 5 | 28 septembre | Baltimore, Charm City Cross #1             | Andrew Strohmeyer | Scott Funston     | Eric Brunner    | Andrew Strohmeyer            |
| 6 | 29 septembre | Baltimore, Charm City Cross #2             | Eric Brunner      | Andrew Strohmeyer | Scott Funston   | Andrew Strohmeyer            |
| 7 | 5 octobre    | Waterloo, Trek CX Cup #1                   | Kerry Werner      | Andrew Strohmeyer | Scott Funston   | Andrew Strohmeyer            |
| 8 | 6 octobre    | Waterloo, Trek CX Cup #2                   | Andrew Strohmeyer | Kerry Werner      | Scott Funston   | Andrew Strohmeyer            |

### Classement général
| Pos | Coureur           | Points |
| --- | ----------------- | ------ |
| 1   | Andrew Strohmeyer | 344    |
| 2   | Kerry Werner      | 266    |
| 3   | Scott Funston     | 260    |
| 4   | Dylan Zakrajsek   | 186    |
| 5   | Owen Brenneman    | 176    |
| 6   | Marcis Shelton    | 170    |
| 7   | Curtis White      | 169    |
| 8   | Cody Scott        | 159    |
| 9   | Jules Van Kempen  | 156    |
| 10  | Ben Frederick     | 153    |

## Femmes élites

### Résultats
| # | Date         | Lieu                                       | Vainqueur      | Deuxième          | Troisième         | Leader du classement général |
| - | ------------ | ------------------------------------------ | -------------- | ----------------- | ----------------- | ---------------------------- |
| 1 | 14 septembre | Roanoke, Virginia's Blue Ridge Go Cross #1 | Hélène Clauzel | Sidney McGill     | Caroline Mani     | Hélène Clauzel               |
| 2 | 15 septembre | Roanoke, Virginia's Blue Ridge Go Cross #2 | Hélène Clauzel | Sidney McGill     | Caroline Mani     | Hélène Clauzel               |
| 3 | 21 septembre | Rochester, Rochester Cyclocross #1         | Hélène Clauzel | Maghalie Rochette | Sidney McGill     | Hélène Clauzel               |
| 4 | 22 septembre | Rochester, Rochester Cyclocross #2         | Hélène Clauzel | Sidney McGill     | Manon Bakker      | Hélène Clauzel               |
| 5 | 28 septembre | Baltimore, Charm City Cross #1             | Hélène Clauzel | Manon Bakker      | Caroline Mani     | Hélène Clauzel               |
| 6 | 29 septembre | Baltimore, Charm City Cross #2             | Hélène Clauzel | Manon Bakker      | Maghalie Rochette | Hélène Clauzel               |
| 7 | 5 octobre    | Waterloo, Trek CX Cup #1                   | Hélène Clauzel | Manon Bakker      | Sidney McGill     | Hélène Clauzel               |
| 8 | 6 octobre    | Waterloo, Trek CX Cup #2                   | Hélène Clauzel | Manon Bakker      | Maghalie Rochette | Hélène Clauzel               |

### Classement général
| Pos | Coureuse       | Points |
| --- | -------------- | ------ |
| 1   | Hélène Clauzel | 360    |
| 2   | Manon Bakker   | 268    |
| 3   | Sidney McGill  | 260    |
| 4   | Katie Clouse   | 218    |
| 5   | Caroline Mani  | 216    |
| 6   | Lauren Zoerner | 189    |
| 7   | Raylyn Nuss    | 187    |
| 8   | Mia Aseltine   | 166    |
| 9   | Anna Megale    | 162    |
| 10  | Kaya Musgrave  | 155    |

## Hommes juniors

### Résultats
| # | Date         | Lieu                                       | Vainqueur        | Deuxième         | Troisième     | Leader du classement général |
| - | ------------ | ------------------------------------------ | ---------------- | ---------------- | ------------- | ---------------------------- |
| 1 | 14 septembre | Roanoke, Virginia's Blue Ridge Go Cross #1 | Benjamin Bravman | Garrett Beshore  | Dylan Haynes  | Benjamin Bravman             |
| 2 | 15 septembre | Roanoke, Virginia's Blue Ridge Go Cross #2 | Benjamin Bravman | Garrett Beshore  | Dylan Haynes  | Benjamin Bravman             |
| 3 | 21 septembre | Rochester, Rochester Cyclocross #1         | Benjamin Bravman | Aidan Vollmuth   | Jack Bernhard | Benjamin Bravman             |
| 4 | 22 septembre | Rochester, Rochester Cyclocross #2         | Jack Bernhard    | Tofik Beshir     | Evan Moore    | Benjamin Bravman             |
| 5 | 28 septembre | Baltimore, Charm City Cross #1             | Nathaniel Gervez | Tofik Beshir     | Kalen Brown   | Benjamin Bravman             |
| 6 | 29 septembre | Baltimore, Charm City Cross #2             | Nathaniel Gervez | Tofik Beshir     | Jack Bernhard | Jack Bernhard                |
| 7 | 6 octobre    | Waterloo, Trek CX Cup #1                   | Benjamin Bravman | Garrett Beshore  | Tofik Beshir  | Benjamin Bravman             |
| 8 | 6 octobre    | Waterloo, Trek CX Cup #2                   | Garrett Beshore  | Benjamin Bravman | Dylan Haynes  | Benjamin Bravman             |

### Classement général
| Pos | Coureur          | Points |
| --- | ---------------- | ------ |
| 1   | Benjamin Bravman | 276    |
| 2   | Tofik Beshir     | 230    |
| 3   | Isaiah Culbreath | 193    |
| 4   | Jack Bernhard    | 186    |
| 5   | Garrett Beshore  | 176    |
| 6   | Kalen Brown      | 174    |
| 7   | Nathaniel Gervez | 168    |
| 8   | Dylan Haynes     | 144    |
| 9   | Aidan Vollmuth   | 136    |
| 10  | Jon Taber        | 127    |

## Femmes juniors

### Résultats
| # | Date         | Lieu                                       | Vainqueur        | Deuxième        | Troisième        | Leader du classement général |
| - | ------------ | ------------------------------------------ | ---------------- | --------------- | ---------------- | ---------------------------- |
| 1 | 14 septembre | Roanoke, Virginia's Blue Ridge Go Cross #1 | Ada Watson       | Nico Knoll      | Rachel Lev-Tov   | Ada Watson                   |
| 2 | 15 septembre | Roanoke, Virginia's Blue Ridge Go Cross #2 | Ada Watson       | Rachel Lev-Tov  | Alyssa White     | Ada Watson                   |
| 3 | 21 septembre | Rochester, Rochester Cyclocross #1         | Rafaëlle Carrier | Ada Watson      | Nico Knoll       | Ada Watson                   |
| 4 | 22 septembre | Rochester, Rochester Cyclocross #2         | Rafaëlle Carrier | Ada Watson      | Alyssa White     | Ada Watson                   |
| 5 | 28 septembre | Baltimore, Charm City Cross #1             | Ada Watson       | Alyssa White    | Nico Knoll       | Ada Watson                   |
| 6 | 29 septembre | Baltimore, Charm City Cross #2             | Alyssa White     | Nico Knoll      | Ada Watson       | Ada Watson                   |
| 7 | 5 octobre    | Waterloo, Trek CX Cup #1                   | Nico Knoll       | Aislin Hallahan | Rachel Lev-Tov   | Ada Watson                   |
| 8 | 6 octobre    | Waterloo, Trek CX Cup #2                   | Nico Knoll       | Aislin Hallahan | Lyllie Sonnemann | Nico Knoll                   |

### Classement général
| Pos | Coureuse         | Points |
| --- | ---------------- | ------ |
| 1   | Nico Knoll       | 318    |
| 2   | Ada Watson       | 272    |
| 3   | Nicole Clamann   | 217    |
| 4   | Alyssa White     | 204    |
| 5   | Bridget Wilson   | 173    |
| 6   | Rachel Lev-Tov   | 152    |
| 7   | Sophie Cosper    | 152    |
| 8   | Aislin Hallahan  | 139    |
| 9   | Liliana Edwards  | 136    |
| 10  | Lyllie Sonnemann | 132    |